# Harper's Magazine

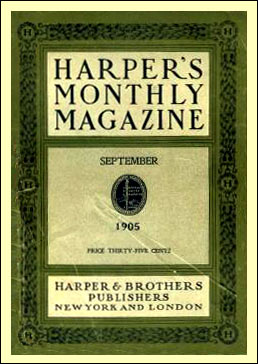
Copertina di un numero del 1905

Harper's Magazine (o anche semplicemente Harper's) è una rivista mensile di letteratura, politica, cultura, finanza e arte. Apparve la prima volta nel giugno 1850. È la seconda rivista più antica ancora oggi pubblicata negli Stati Uniti (Scientific American è la più antica). Ellen Rosenbush ne è la direttrice dal gennaio 2010.